# Rhenania-Ossag

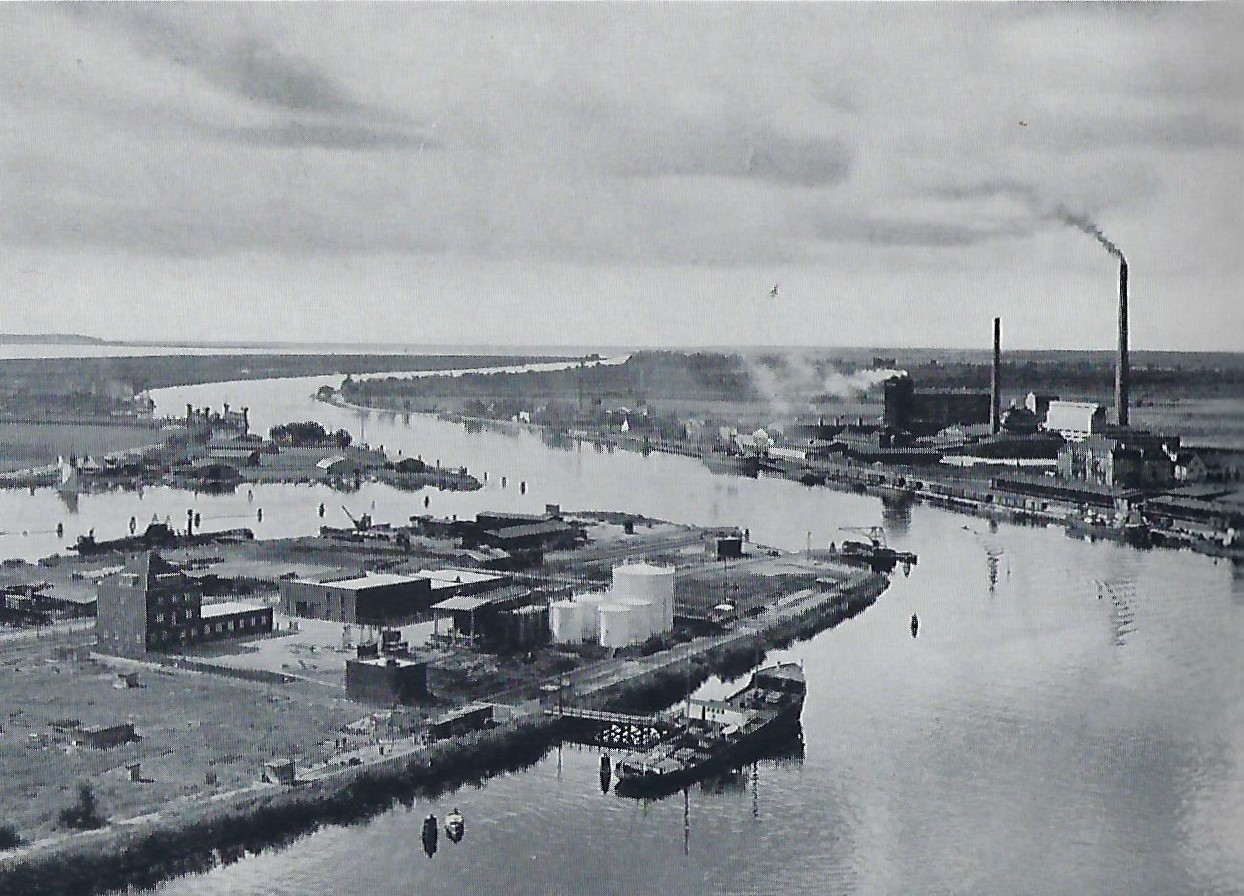
Großtankanlage der Rhenania-Ossag in Königsberg (1927)

Rhenania-Ossag Mineralölwerke AG ist der ehemalige Name eines deutschen Mineralölunternehmens. Es heißt heute Shell Deutschland Oil GmbH.

## Geschichte
Einer der führenden Benzinhersteller im Deutschen Reich war zu Beginn des 20. Jahrhunderts Heinrich Späth (1869–1940), der seit 1902 die Süddeutsche Benzinwerke GmbH leitete. Auf der Suche nach einem starken Partner ließ er sich auf eine Verbindung mit der Königlich-Niederländischen Petroleum-Gesellschaft (N.V. Koninklijke Nederlandse Petroleum Maatschappij) von Henri Deterding ein, die heute der niederländische Teil der Royal Dutch Shell ist. Beide wollten nun den deutschen Benzinmarkt für sich erschließen. Späth überzeugte seine niederländischen Partner, das neue Werk nicht wie bisher üblich in Küstennähe, sondern nahe am Verbraucher zu errichten. Nachdem kommunale Widerstände gegen den Bau einer Fabrik zur Verarbeitung von Rohbenzin überwunden waren, gelang es Späth, ein Grundstück am Rhein in Reisholz bei Düsseldorf zu erwerben. Am 22. Oktober 1902 wurde die Benzinwerke Rhenania GmbH in Düsseldorf durch eine Tochtergesellschaft der Königlich-Niederländischen Petroleum-Gesellschaft, die in Den Haag firmierte N.V. de Bataafsche Petroleum Maatschappij, gegründet. Den größten Teil des Stammkapitals der Rhenania hielten zwei Vertraute von Deterding, die Direktoren Abraham Capadose und Hugo Loudon. Späth, der gehofft hatte alleiniger Zeichnungsberechtigter der Rhenania zu werden, musste nach einer Auseinandersetzung mit dem Aufsichtsratsvorsitzenden Wilhelm Rudeloff damit zurechtkommen, dass er einen kaufmännischen Leiter an seine Seite bekam.
Der Grund für die Gründung eines eigenen deutschen Tochterunternehmens lag in den zolltechnischen Vorgaben, nach denen nur das Benzin in Deutschland verkauft werden durfte, das auch hierzulande raffiniert worden war. Damit das von den Niederländern gelieferte Rohbenzin unmittelbar in Deutschland umgeschlagen werden konnte, errichtete der Mutterkonzern, die Königlich-Niederländische Petroleum-Gesellschaft, 1903 im Hamburger Hafen eine Tankanlage. Die Niederländer lieferten Rohbenzin der besten Qualität zu günstigen Preisen. Damit beherrschte Rhenania nach knapp zwei Jahren fast 90 Prozent des Marktes. Dies veranlasste die US-amerikanische Standard Oil Company, sich kurzfristig aus dem Benzinmarkt zurückzuziehen. Das Hauptgeschäft der Rhenania lag anfangs beim Verkauf von Benzin für die Vielzahl der in Deutschland betriebenen stationären Motoren für Landwirtschaft, Handwerk und Industrie, in der Herstellung von Spezialbenzin für Gummi- und Textilfabriken sowie im Wetterlampen-Benzin für die im Bergbau benötigten Grubenlampen. Daneben begann bei Rhenania sehr schnell die Entwicklung eigener Produkte. Zwei dieser Neuheiten für die Lack- und Farbenherstellung konnten nicht nur in Deutschland, sondern auch international überzeugen und verdrängten das bis dahin übliche amerikanische Terpentinöl vom Markt.
Als Antwort auf die rasche Zunahme des Automobilverkehrs reagierte Rhenania mit der Produktion neuer Kraftstoffe unter den Markennamen „Kraftalin“, „Stellin“ und „Dynamin“. Die stetig ansteigende Nachfrage dieser Produkte konnte nur noch durch eine Geschäftserweiterung gestillt werden. Daher entstand 1910 zur Entlastung von Reisholz in Wilhelmsburg bei Hamburg ein weiteres Benzinwerk. Im Jahr 1913 positionierte die Rhenania mit dem Standort Regensburg auch in Süddeutschland ein neues Benzinwerk, das über die Donau versorgt werden konnte. Gleichzeitig mit dem Anstieg des Kraftstoffverbrauchs bei Automobilen wurden auch Schmierstoffe immer wichtiger. Deshalb wurde gleichfalls 1913 die Schmieröl-Raffinerie Mineralölwerke Rhenania GmbH in Monheim am Rhein errichtet, die noch während des Ersten Weltkriegs fertiggestellt wurde. Mit dem Kriegsbeginn 1914 traten auch die deutschen Mineralölkonzerne in den kriegswirtschaftlichen Dienst. Da die Niederlande neutral blieben, konnten die dortigen Anteilseigner weiter von den Geschäften der Rhenania profitieren. Das preußische Kriegsministerium stufte das Unternehmen als „vaterländisch“ ein, wozu sicher die patriotische Gesinnung der deutschen Direktoren und Aufsichtsräte beigetragen hatte.
Im Dezember 1914 sicherten sich die Niederländer ihre Anteile an der Rhenania, indem sie den deutschen Gesellschaftern verboten, ihre jeweils kleinen Anteile an Dritte abzutreten. Die bis 1917 rechtlich selbständigen Produktions- und Lagerungsgesellschaften wurden mit Gründung der Mineralölwerke Rhenania Aktiengesellschaft am 12. Oktober 1917 unter einem Dach vereint, wobei Direktoren des niederländischen Mutterkonzerns als Gründer fungierten. Das Werk in Monheim verarbeitete rumänische und galizische Petroleumrückstände zu Schmieröl. Die Niederländer waren bis dahin nicht am Schmierölgeschäft beteiligt gewesen. Aufgrund des in Monheim angewandten Edeleanu-Verfahrens und anderer Entwicklungen der Berliner Ingenieurgesellschaft Edeleanu konnten erstmals Rohöle aus Venezuela zu Schmierstoffen verarbeitet werden, was zum Bruch des Schmierstoffmonopols der USA und Russlands führte.
Zwischen 1919 und 1921 eröffnete das Unternehmen Zweigniederlassungen in Ludwigshafen, Düsseldorf, Regensburg, Hamburg, Leipzig und Berlin. Bereits während des Ersten Weltkriegs hatte sich die Rhenania an den Ölwerken Stern-Sonneborn AG (Ossag) beteiligt. Deren Raffinerien stellten in Hamburg-Grasbrook und in Freital bei Dresden qualitätsvolle Spezialöle her. 1924 wurde in Neuss eine Benzinpumpe als erste Tankstelle der Rhenania-Ossag aufgestellt. Im Juni 1925 erfolgte die vollständige Übernahme der Ossag durch die Rhenania AG. Die Rhenania nutzte dabei ein Kapitalschwäche der Ossag und übernahm das Traditionsunternehmen für 8,8 Millionen Reichsmark. Der Ossag-Gründer und Generaldirektor Jacques Sonneborn (1863–1936) erhielt nun einen Platz im Aufsichtsrat der Rhenania. Dieser Schritt stärkte die Marktposition der Rhenania deutlich. Seit diesem Zeitpunkt firmierte das Unternehmen als Rhenania-Ossag Mineralölwerke AG.

Shell-Produktmarke der Rhenania-Ossag, 1927

Hatte die Rhenania bisher hauptsächlich amerikanisches und sowjetisches Erdöl verarbeitet, wurde mit der Umfirmierung auf Shell-Rohöle umgestellt. 1927 wurde der von Ossag stammende Walter Kruspig in die Unternehmensleitung der Rhenania-Ossag berufen. Einer seiner ersten Pläne, die umgesetzt wurden, war es, der Treibstoffmarke „Stellin“ den Namen der nun genutzten internationalen Marke „Shell“ zu geben. An den Tanksäulen wurde nun Shell als Normalbenzin, Dynamin als Shell-Spezialgemisch für hochkomprimierte (hochverdichtete) Motoren und das Schwerbenzin Kraftalin für Lastkraftwagen und Omnibusse angeboten.
Gleichfalls Mitte der 1920er Jahre begann die Rhenania durch Firmenzukäufe eine eigene Tankschiff-Flotte aufzubauen. Da das Unternehmen im Gegensatz zur konkurrierenden Deutsch-Amerikanischen Petroleum-Gesellschaft (DAPG) bisher keine maritimen Traditionen aufgewiesen hatte, war die Rhenania bis dahin auf den Charterverkehr angewiesen. Für den zügigen Ausbau des Tankstellennetzes in Deutschland investierte die Rhenania während der 1920er Jahre große Kapitalmengen. Neben den Benzinpumpen wurden die ersten Ölkabinette aufgestellt, um das von der Ossag stammende Voltol verkaufen zu können. Neue Märkte erschloss sich die Rhenania ab 1927 mit der Errichtung einer Raffinerie in Harburg-Wilhelmsburg, um Bitumen-Produkte anbieten zu können. Mit Versuchen zur Destillation von Bitumen hatte bereits Anfang der 1920er Jahre Rhenania-Ossag begonnen. Das neue Werk nahm im Frühjahr 1929 den Betrieb auf. Neben der ebenfalls in Harburg tätigen Ebano Asphalt-Werke AG, die als Tochtergesellschaft der amerikanischen Standard Oil of Indiana 1928 gegründet worden war, wurde Rhenania in der Folgezeit zum wichtigsten Produzenten von Bitumen in Deutschland. Bis dahin hatten die Mineralöl-Asphaltwerke AG (Mawag) als größter Produzent den Bitumen-Markt beherrscht und ebenfalls 1929 eine neue Bitumenraffinerie in dem damals zum Kirchspiel Brunsbüttel gehörenden Ostermoor errichten lassen.
Bereits vor dem Beginn der Weltwirtschaftskrise 1929 gab es neben den großen Produzenten noch viele kleinere Anbieter von Bitumenprodukten, so dass sich eine Überproduktion abzeichnete. In dieser Situation bildete die Bitumen verarbeitende Industrie in Deutschland 1929 ein Kartell, die sogenannte Bitumenkonvention, die bis zum Kriegsausbruch 1939 bestand. Die Verständigung dazu unternahmen Rhenania-Ossag, DAPG, Ebano, Mawag, die Deutsche Gasolin AG sowie die Westfälischen Mineralöl- und Asphaltwerke, W.H. Schmitz KG. Den Kartellvorsitz übernahm Kruspig, der 1930 Generaldirektor der Rhenania-Ossag wurde.
Die Rhenania-Ossag hatte 1929 insgesamt 15 große und 104 kleine Tanklager sowie 7500 Mitarbeiter in Deutschland. Die Bilanzsumme des Unternehmens lag im gleichen Jahr bei 259 Millionen Reichsmark. Damit hatte die Rhenania-Ossag gemessen an dem in Deutschland eingesetzten Kapital die DAPG vom ersten Platz verdrängt. Dieses lag nun mit einer Bilanzsumme von 103 Mio. RM an zweiter Stelle, gefolgt von der Deutschen Petroleum AG (DEA) mit 45 Mio. RM. Die Anteile der beiden Marktführer im gesamten Mineralölgeschäft waren hingegen fast gleich groß.
Nach dem 1929 entschiedenen Wettbewerb wurde von 1930 bis 1932 in Berlin das Shell-Haus der Rhenania-Ossag Mineralöl-Werke AG erbaut. Der Unternehmenssitz wurde 1930 jedoch von Düsseldorf nach Hamburg verlegt.
Während der Weltwirtschaftskrise gingen die Anteile von MAN und Haniel an der Oelhag vollständig an die Deutsch-Amerikanische Petroleum Gesellschaft und Rhenania-Ossag. Auch die Atlantic Richfield Company gab so viele Anteile ab, dass die drei Unternehmen zu jeweils einem Drittel Anteilseigner wurden.

Shell-Produktemarke der Rhenania-Ossag um 1935

Das Benzin-Benzol-Gemisch Dynamin war in den 1930er Jahren ein Gemisch aus Benzin mit etwa 45 % Benzol plus „Spiritus“ (Kartoffelschnaps, Ethanol) zur Erhöhung der Klopffestigkeit. Der Alkohol kam aufgrund der seit 1930 geltenden Beimischungspflicht in einer Höhe von 2,5 % dazu, schrittweise auf 10 % des Kraftstoffgewichtes ab Oktober 1932 erhöht.

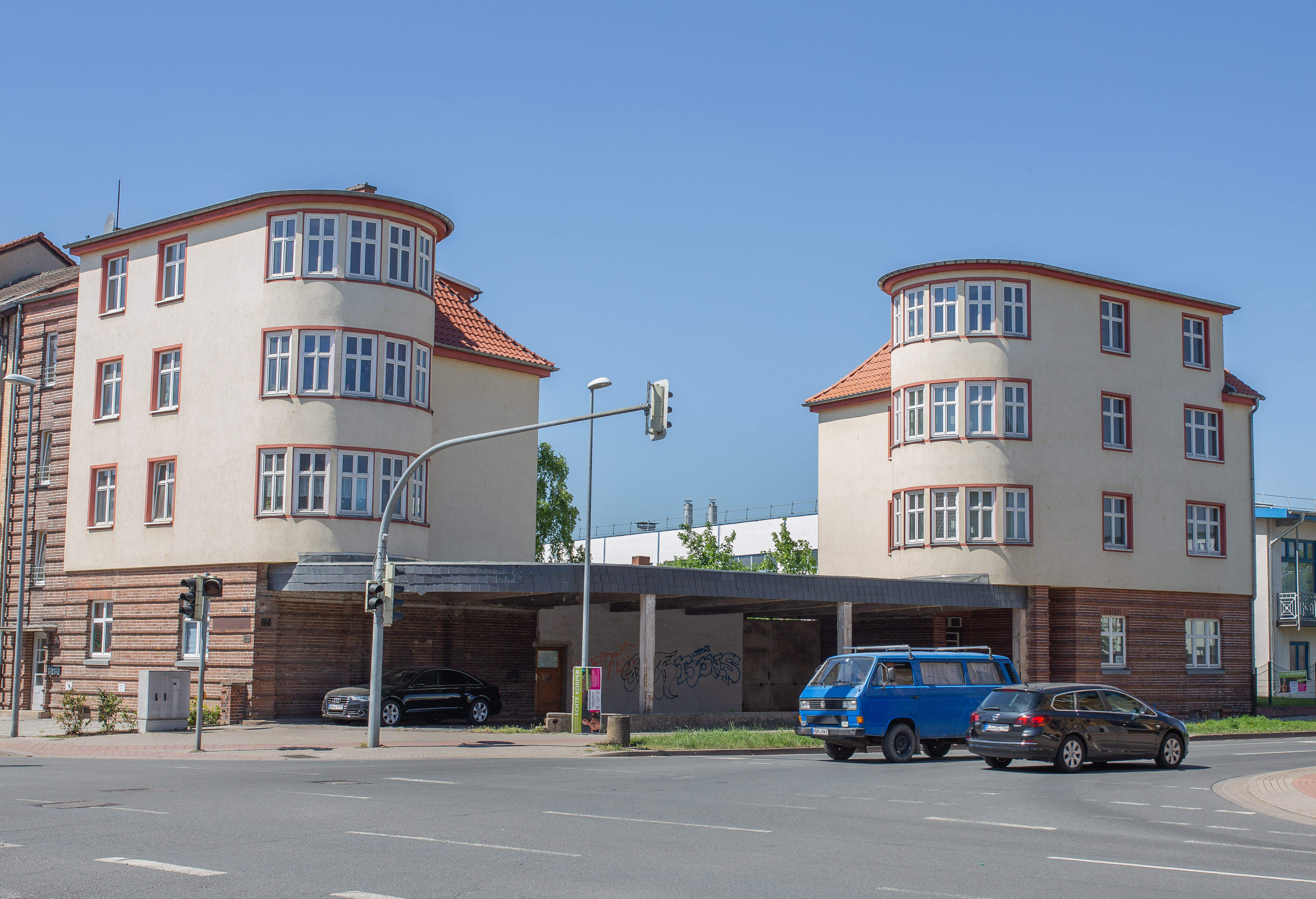
1930/31 errichteter ehemaliger Tankbahnhof von Rhenania-Ossag in Nordhausen am Harz

1935 war die Rhenania-Ossag in Deutschland zweitgrößte Tankstellengesellschaft der Großen Fünf mit 16.363 Zapfsäulen (29,3 %) sowie gleichauf mit der DAPG mit einer Absatzquote von 20,9 %. Nur der Benzol-Verband hatte einen höheren Absatz.

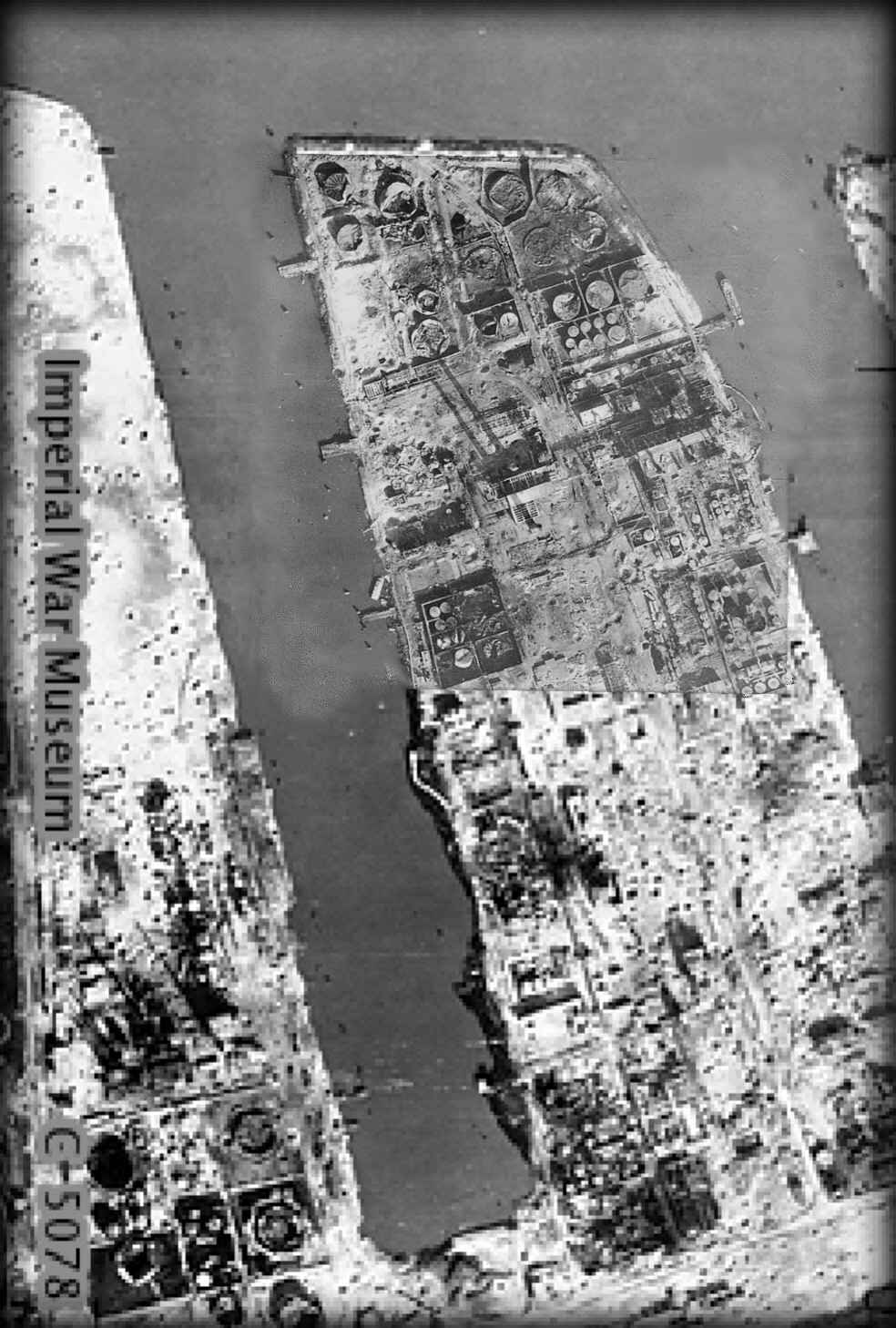
Kriegszerstörte Raffinerie der Rhenania-Ossag im Hamburger Hafen (1945)

1938 übernahmen die DAPG und Rhenania-Ossag mit Hilfe ihrer nicht ausführbaren Devisenreserven die Oelhag je zur Hälfte komplett. Infolge des Anschlusses von Österreich 1938 und der folgenden Neuordnung der dortigen Industrie wurde die Royal Dutch Shell in Wien nebst ihrer Raffinerie in Floridsdorf auch der Rhenania-Ossag zugeordnet.
Mit der Umstellung auf die Kriegswirtschaft im September 1939 und der damit einhergehenden staatlich zentralen Lenkung durch die Arbeitsgemeinschaft Mineralölverteilung verschwanden alle Markennamen, und die dem Zentralbüro für Mineralöl unterstellten Tankstellen gaben gegen Tankausweis oder Benzin-Bezugsschein markenloses Benzin ab. Die Rhenania-Ossag wurde weiterhin als „deutsches Unternehmen“ eingestuft, stand auf der Liste der Rüstungsunternehmen und erhielt bevorzugt Materialkontingentierungen. In Hamburg und in Freital-Birkigt betrieb das Unternehmen Schmieröl-Raffinerien, in denen Voltol hergestellt wurde. Dieses elektrisch veredelte Spezialschmieröl diente für den Luftwaffeneinsatz in hohen, besonders kalten Luftschichten.
Die Muttergesellschaft Royal Dutch Shell wurde während des Zweiten Weltkriegs unter deutsche Treuhandschaft gestellt.
Der mit der Ossag übernommene, 1922 gebaute Tankdampfer Ossag (2793 BRT) der Tankdampfer-Gesellschaft Ossag, Hamburg, wurde am 22. April 1944 im Schwarzen Meer vor Sewastopol bei den Koordinaten 44°22'N, 32°43'O durch einen Luftangriff versenkt. Der am 2. Juli 1939 als Dorsanum für die Anglo Saxon Petroleum, London, vom Stapel gelaufene Tankdampfer wurde im September 1939 der deutschen Tochtergesellschaft Rhenania-Ossag überschrieben und als Ossag II (8152 BRT, 8041 tons) an die gleiche Reederei abgeliefert. Er wurde bereits am 1. Mai 1940 an die Sowjetunion verkauft, wo er als Tankschiff No. 2 im August 1941 östlich des Keri Leuchtfeuers beim Kap Juminda auf eine Mine lief und sank.
Ab 1937 bestanden Beteiligungen an der Hydrierwerke Pölitz AG in Pölitz bei Stettin (zusammen mit der I.G. Farben und der Deutsch-Amerikanischen Petroleum Gesellschaft) sowie an der Ostmärkische Mineralölwerke GmbH in Wien. Die Werke und Raffinerien waren 1945 als Folge des Zweiten Weltkriegs stark zerstört.
Im Krieg mussten Zwangsarbeiter für das Unternehmen arbeiten, darunter zwischen 1943 und 1945 im Arbeitserziehungslager Langer Morgen unter besonders schlimmen Bedingungen. Auch Frauen aus dem KZ-Außenlager Dessauer Ufer mussten in Hamburg Aufräumarbeiten für das Unternehmen verrichten.
1947 erfolgte die Umbenennung in Deutsche Shell Aktiengesellschaft, und der Wiederaufbau begann.